# Le Boudin
A Le Boudin (A véres hurka) a Francia Idegenlégió hivatalos indulója. A címet a légiósok hátizsákjának tetején rögzített vörös színű összetekert sátorlapról kapta. A dalban azért emelik ki a belgákat, mert II. Lipót belga király megtiltotta állampolgárainak a légióhoz való csatlakozást.
A Le Boudin percenkénti 88 lépésszáma lassabb, mint a francia katonaság 120-as lépésszáma, ennek is köszönhető, hogy a nagy francia forradalom ünnepén a légiósok feltartják a mögöttük menetelőket.

## Története
A Le Boudin zenéjét a légió 1. ezredének (1 RE) mexikói polgárháborús részvételének alkalmából, a légió zenekarának vezetője, Guillaume-Louis Wilhem szerezte.

## Az induló szövege
Az induló a Le Boudin című dal refrénje:

### Francia nyelven
Tiens, voila du boudin
Voila du boudin
Voila du boudin
Pour les Alsaciens, les Suisses, et les Lorrains
Pour les Belges, il n'y en a plus
Pour les Belges, il n'y en a plus
Ce sont des tireurs au cul.
Pour les Belges, il n'y en a plus
Pour les Belges, il n'y en a plus
Ce sont des tireurs au cul.

### Angol nyelven
Here, this is the boudin
This is the boudin
This is the boudin
For the Alsatians, the Swiss and the Lorrains
There's none for the Belgians
There's none for the Belgians
They are crappy riflemen.
Crappy riflemen.

### Magyar nyelven
Íme hát a hurka,
Íme a hurka,
Íme a hurka,
Az elzásziaknak, a svájciaknak és a lotaringiaiknak,
A belgáknak nem maradt,
A belgáknak nem maradt,
Ők a lövészek leghátul,
A lövészek leghátul.

## A dal eredeti teljes szövege
Refrain
Tiens, voilà du boudin, voilà du boudin, voilà du boudin
Pour les Alsaciens, les Suisses et les Lorrains,
Pour les Belges y'en a plus (bis)
Ce sont des tireurs au cul
Pour les Belges y'en a plus (bis)
Ce sont des tireurs au cul.
I.
Nous sommes des dégourdis, nous sommes des lascars,
Des types pas ordinaires,
Nous avons souvent notre cafard,
Nous sommes des Légionnaires.
II.
Au Tonkin, la Légion immortelle
A Tuyen-Quang illustra notre Drapeau.
Héros de Camerone et frères modèles
Dormez en paix dans vos tombeaux.
III.
Nos anciens ont su mourir
Pour la Gloire de la Légion,
Nous saurons bien tous périr
Suivant le tradition.
IV.
Au cours de nos campagnes lointaines,
Affrontant la fièvre et le feu,
Nous oublions avec nos peines
La mort qui nous oublie si peu
Nous, la Légion.